# 旧岩崎邸庭園

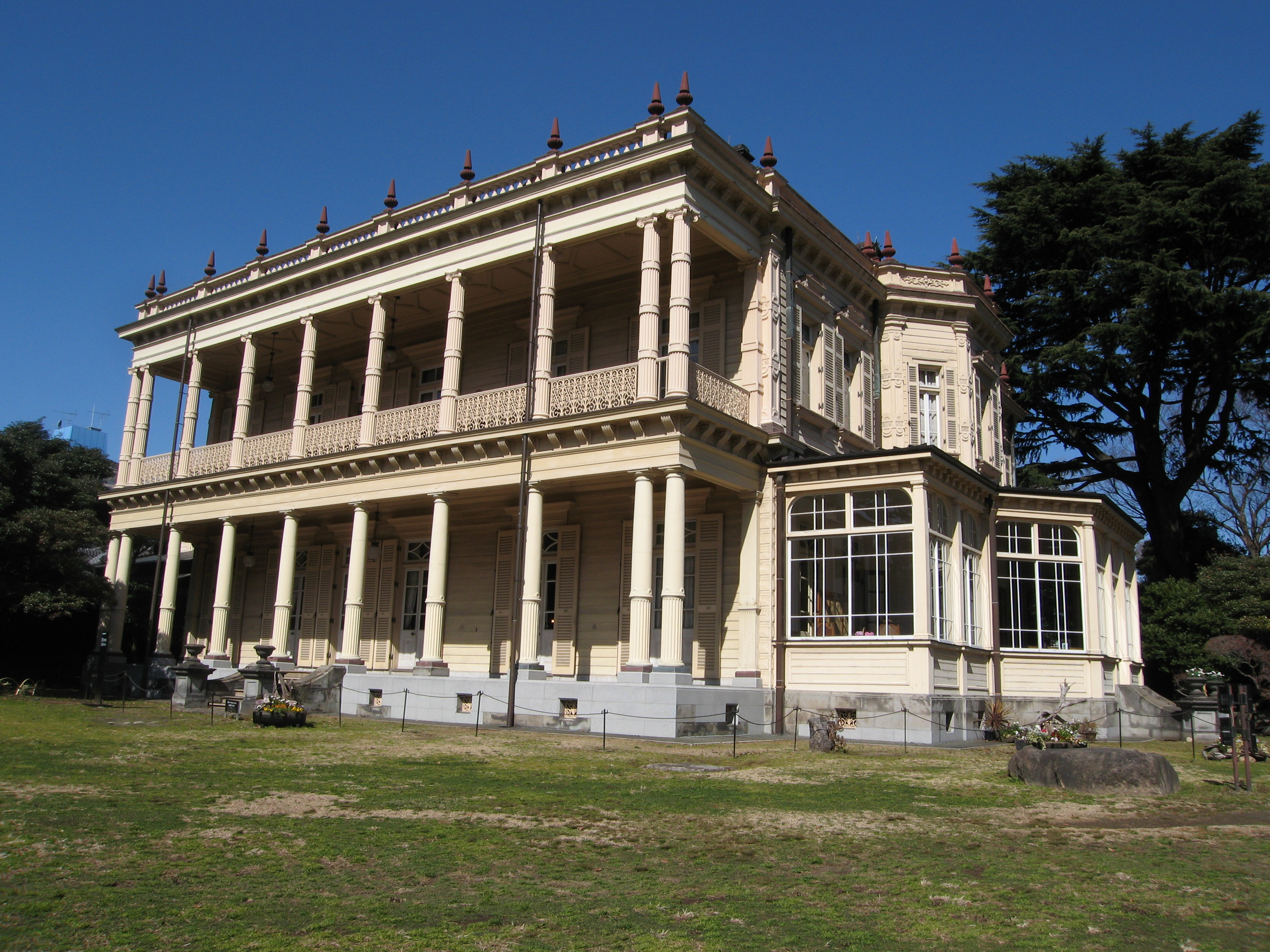
洋館（南側）

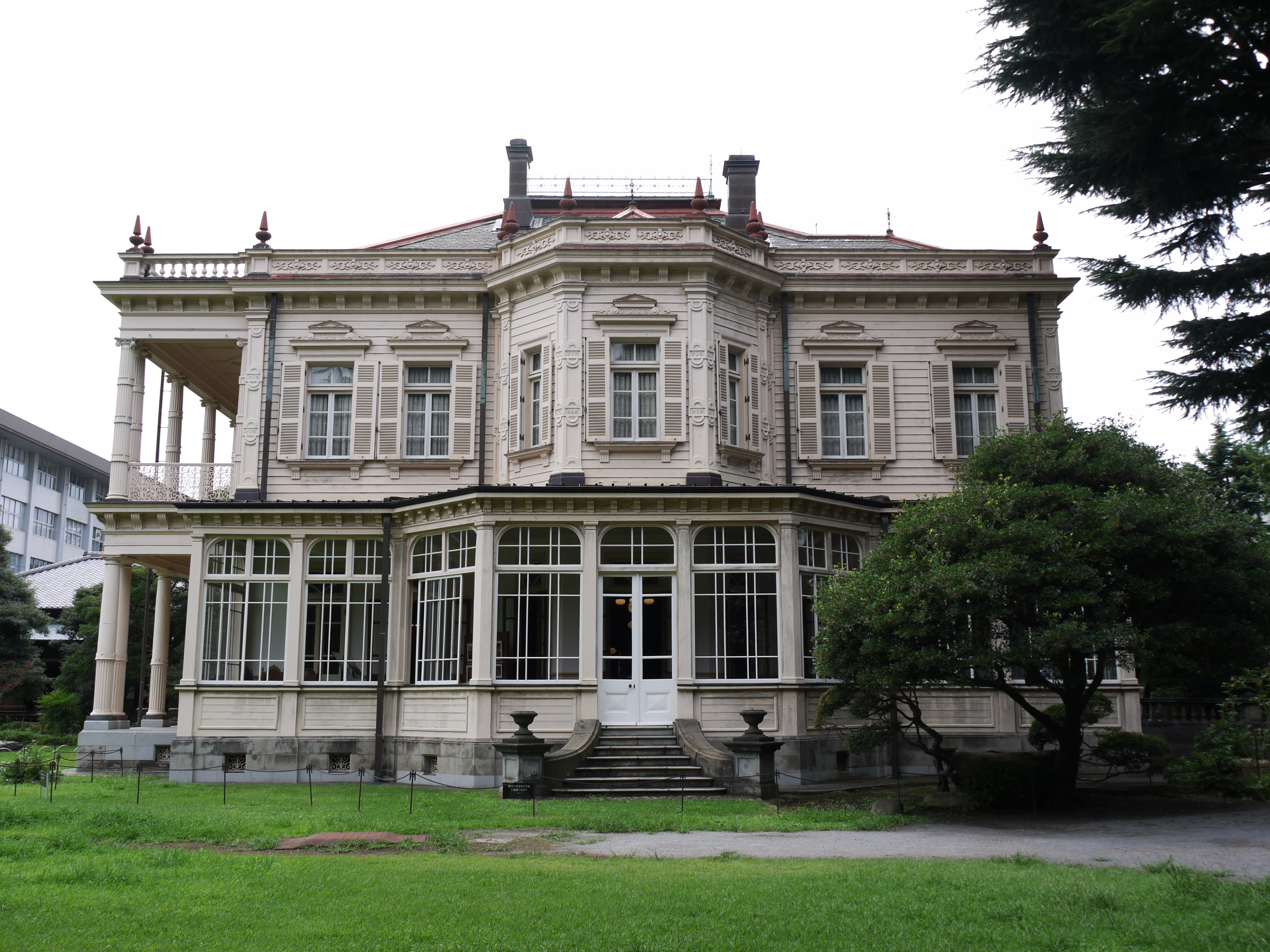
洋館（東側）

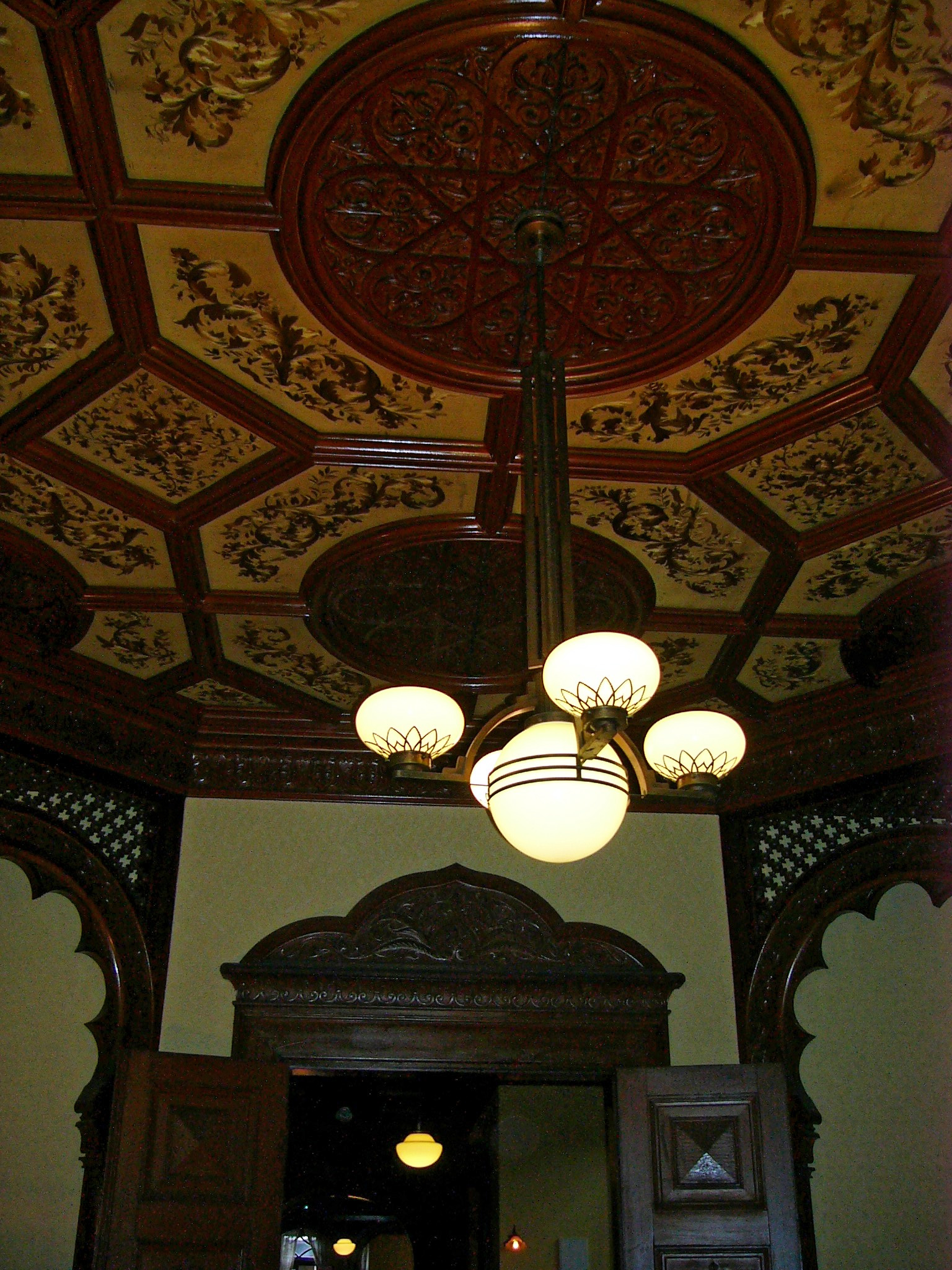
洋館1階婦人客室 天井はシルクのペルシャ刺繍、コーナーにはイスラム風のアーチがある

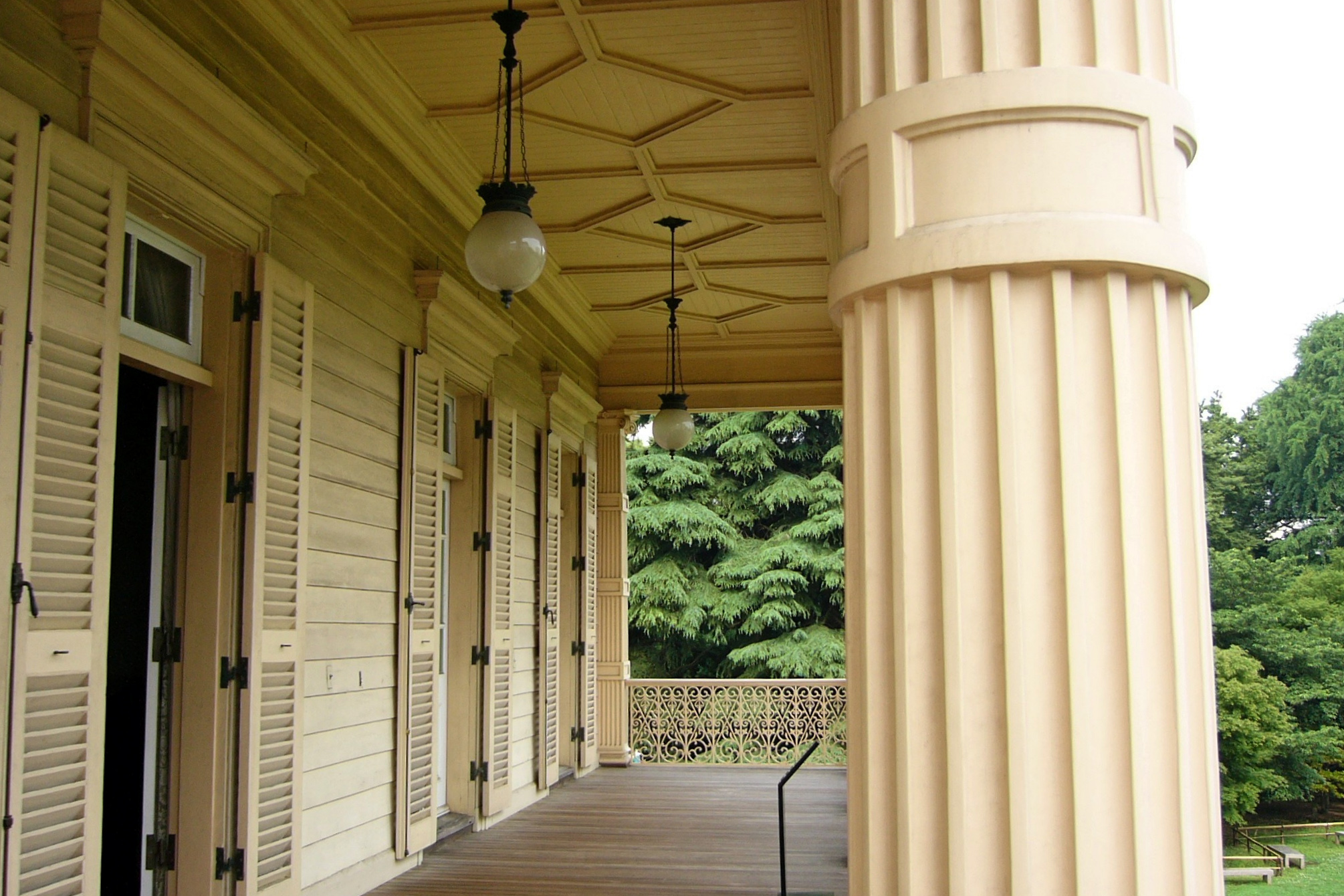
洋館2階ベランダ

旧岩崎邸庭園（きゅういわさきていていえん）は、東京都台東区池之端一丁目にある都立庭園である。三菱財閥岩崎家の茅町本邸だった建物とその庭園を公園として整備したもので、園内の歴史的建造物は、国の重要文化財に指定されている。

## 歴史
かつての池之端
天正18年（1590年）8月、徳川家康が関東の領主として江戸入城の頃は、江戸は寂れた宿町だったとの記録がある。家康は江戸城の守りを固めるため、徳川四天王と言われた家臣の井伊直政、榊原康政、本多忠勝、酒井忠次に要の土地を分け与えた。榊原康政には、奥州に対する守りの要となる奥州街道沿いの池之端の土地と屋敷を与え、睨みを利かせていた。
台東区史によると「池之端は前方に不忍の沼沢を、後背に向ヶ岡台地を、また安房、上総、奥州、羽州にわたる街道を見渡せる、家康は江戸城の東北の関門を此に求めたのであろう。」と記録されている。
康政は、上野館林城、陸奥白河城、播磨姫路城などを賜わり、その後、寛保年間（1741〜1744年）越後高田城に居住し、幕末、維新には15万石を領していた。その間もこの池之端の屋敷は、榊原家の藩邸として使われ、幕末期は中屋敷だとする記録から、隠居藩主や嗣子などの住む屋敷であった。
この当時の庭園がどうだったのかは不明であるが、室町時代に造られたと思われる宝篋印塔や灯篭があることから、榊原家時代の物があるのではないかと思われる。
岩崎家の時代
旧岩崎邸庭園は、江戸時代の大名庭園から、明治時代初期に旧舞鶴藩主の牧野弼成邸となり、西郷隆盛の部下である桐野利秋の邸宅となり、明治11年（1878年）に三菱財閥初代の岩崎弥太郎が屋敷を構え、そして岩崎久弥と引き継がれた。この様に管理者が変わったため、岩崎家の当時の庭がどうであったか、図面資料が無く不明な点が多く、そのため、栗野隆は解明するために岩崎家の関係者に聞いたり文献などによって、当時の庭園の状況を分析して推定復原図を作成した。復原図によると、当時の庭園の規模がどうだったかや、弥太郎が造営した庭園の構成を基本として、久弥は洋館の完成後、洋館廻りを洋風芝庭に改造し、和館に廻りに書院風の庭園が増設したことが判明した。
米軍接収と研修所
昭和20年（1945年）、終戦後、米国CIAキャノン機関に接収され、昭和23年（1948年）、米軍接収の旧岩崎邸を立教大学系の聖公会神学院が買い取り、和館を教室と説教場に、洋館は米軍が使用した。昭和28年（1953年）、米軍と神学院双方が立ち退いた後、聖公会神学院は敷地と建物を最高裁判所に売却し政府所有となった、速記者養成のための書記官研修所とした。昭和40年（1965年）、敷地の春日通りに面した約3,200坪を売却、昭和44年（1969年）前後に、和館の住居部分約460坪を解体し、昭和46年（1971年）、司法研修所にと鉄筋コンクリート5階建てビルを建設した。平成8年（1996年）、司法研修所が埼玉県和光市に移転した。

## 沿革
太平洋戦争以降
- 1945年（昭和20年）：GHQが接収、情報機関「キャノン機関」本部となる（岩崎家は和館の一部に居住）
- 1947年（昭和22年）：財産税の物納として国有財産化
- 1948年（昭和23年）：岩崎久弥一家、富里へ転居。末廣農場敷地内の旧岩崎家末廣別邸へ。
- 1951年（昭和26年）：米 キャノン機関、左翼作家鹿地亘を拉致し、ここに監禁する。(鹿地事件)[6]
- 1953年（昭和28年）：日本政府に返還
- 1961年（昭和36年）：洋館および撞球室を重要文化財に指定
- 1969年（昭和44年）：和館大広間を重要文化財に指定。司法研修所庁舎建設のために和館の大部分を撤去。湯島ハイタウン、池之端文化センター等の建設により敷地が約1/3となる
- 1994年（平成06年）：司法研修所の移転に伴い、文化庁に移管
- 2001年（平成13年）：東京都に移管、都立公園として開園
- 2003年（平成15年）：洋館内部の改修（金唐革紙等の復元製作）が完了、通年公開を開始
- 2019年（令和元年）: 第1回「旧岩崎邸庭園フラワーショー2019」の開催（5月10日～13日）

## 主な見所
旧岩崎家住宅
洋館、大広間、撞球室の3棟ならびに宅地が「旧岩崎家住宅」として国の重要文化財に指定されている。また、洋館北面袖壁、煉瓦塀、実測図1枚が重要文化財の附（つけたり）として指定されている。このうち洋館と撞球室は1961年の指定で、1969年に大広間と洋館北面袖壁が、1999年に宅地、煉瓦塀、実測図が、それぞれ追加指定されている。
土地建物の所有者は国（文部科学省）であるが、管理は東京都によって行われている。文化財保護法第32条の2の規定に基づき、東京都が重要文化財の管理団体に指定されている。
洋館
1896年（明治29年）に竣工し、岩崎家の迎賓館として用いられた西洋館である。木造2階建、屋根はスレート葺き、外壁は下見板張りとする。お雇い外国人として来日し、独立後は三菱・岩崎家の仕事を数多く手がけたジョサイア・コンドルの設計である。
北面を正面とし、正面玄関部分は平面四角形の塔屋となっている。反対側の南面は1階、2階とも列柱のある大きなベランダを設ける。晩年の作品に比べると装飾性が強く、内外装とも全体のスタイルや装飾は、17世紀初頭にイギリスで流行したジャコビアン様式を基調としつつ、南面のベランダにはコンドルが得意としたコロニアル様式がよく表れている。一方、客室の天井装飾、床のタイル、暖炉などの細部にはイスラム風のデザインを施すなど様々な様式を織り交ぜている。岩崎久弥の留学先であったペンシルベニアのカントリー・ハウスのイメージも取り込まれている。
なお、東側のサンルームは後年（1910年頃）の増築である。内部は階段ホールを中心に、1階には岩崎久弥が用いた書斎、客室、大食堂などがあり、2階には内向きの客室や集会室などがある。建設当時は多くの部屋や廊下の壁面に金唐革紙が貼られていたが、現在当時の壁紙は失われている。平成の修復に際して、2階の2部屋だけ金唐革紙が復元されている。
- 設計 - ジョサイア・コンドル
- 竣工 - 1896年（明治29年）
- 構造 - 木造2階建、煉瓦造地下室付、玄関部塔屋付、スレート葺
- 建築面積 - 531.5m2

なお、1915年（大正4年）にコンドルが作成した建替計画図が静嘉堂文庫に収蔵されている。鉄筋コンクリート造3階建・建坪348坪の大規模な洋館に立て替え、和洋併置をやめて家族の居室も洋館内に完結する計画であったが実施には至らなかった。
和館
洋館と同時期に竣工した、書院造を基調とした和風建築である。明治期の大邸宅では、洋館と和館を並べ建て、和館を日常生活空間、洋館を公的な接客空間として使い分けることが多かった。岩崎邸においても、迎賓館としての洋館に対し、生活の場としては和館が使用された。洋館と和館は船底天井の渡り廊下で結ばれ、当時の和洋折衷の生活スタイルを伝えている。村松貞次郎によると、完存していれば和館部分の方が洋館部分より文化財としての価値が高かったと、解体後に気がついたという。
設計は大工棟梁の大河喜十郎と伝えられている。長大で良質な木材がふんだんに用いられている。釘隠しなど各所に岩崎家の家紋である三階菱の意匠が見られる。1969年（昭和44年）に「大広間」の名称で重要文化財に指定されたが、同時期に和館の大部分が取り壊された。往時は550坪に達する大邸宅であったが、現存するのは大広間、次の間、三の間の3室と、茶室（待合室）、渡り廊下、便所のみである。
- 設計 - 大河喜十郎（推定）
- 竣工 - 1896年（明治29年）
- 構造 - 木造、桟瓦及び銅板葺、廊下、茶室、便所付属
- 建築面積 - 319.6m2

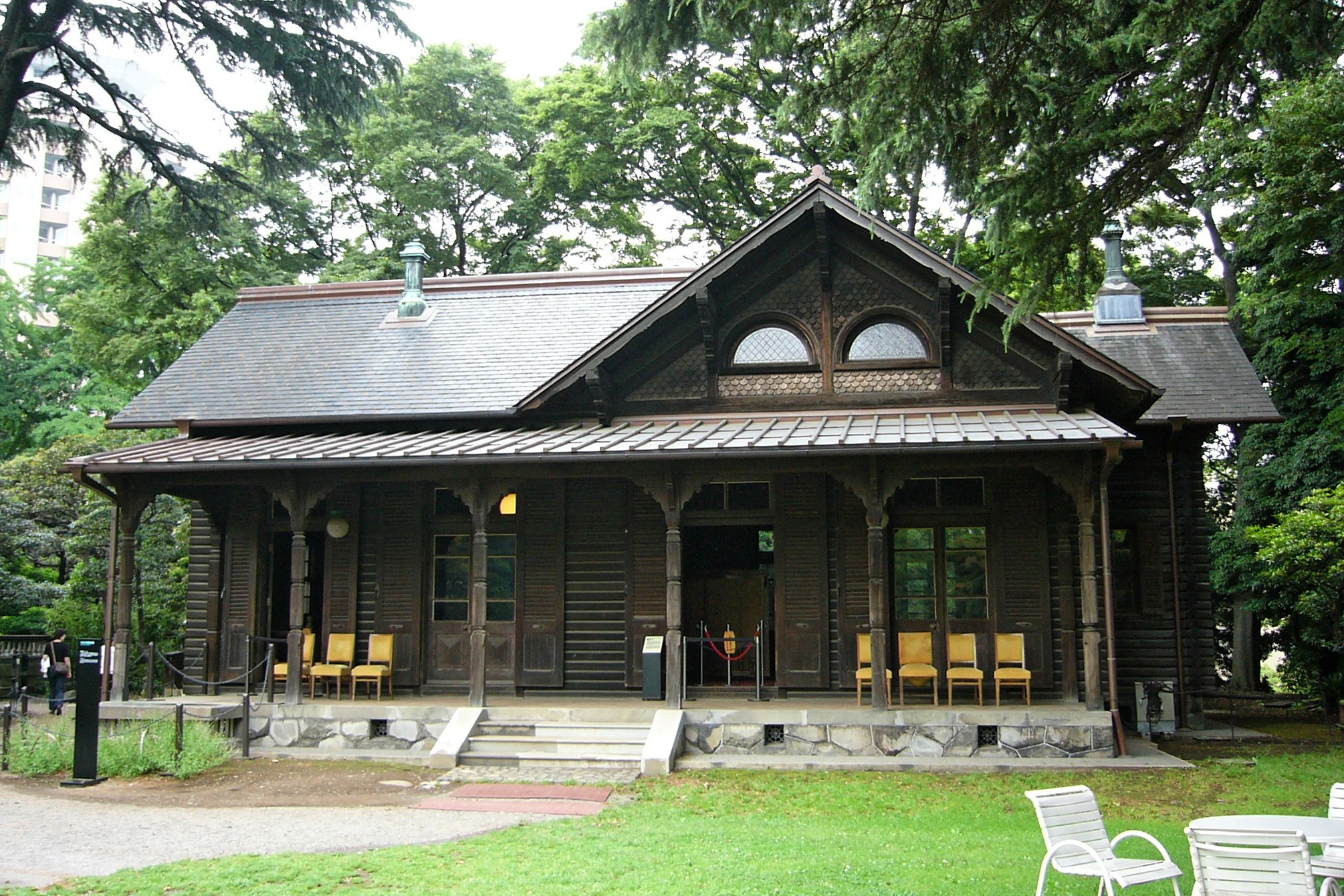
撞球室
木造ゴシック様式のビリヤード室。校倉造の外観はスイスの山小屋風。洋館と同じくジョサイア・コンドルの設計である。洋館の地下室とは地下通路で結ばれている。内壁には明治期の金唐革紙がはられている。外観のみ公開。
- 設計 - ジョサイア・コンドル
- 竣工 - 1896年（明治29年）頃
- 構造 - 木造1階建、スレート葺
- 建築面積 - 138.0m2

庭園
大名庭園の形式を一部踏襲する庭は、本邸建築に際して池を埋め立てて広大な芝庭とし、庭石・灯篭・築山などを配した和洋併置式の庭園として改修された。現在の庭園は国有化以降の用地転用・売却により大幅に削り取られているが、今も残る雪見灯篭や亭跡の石敷が往時の姿を偲ばせている。

## 利用情報
- 開園時間 - 午前9時 〜 午後5時、イベント開催時は時間延長がある（入園 午後4時30分まで）[1]
- 休園日 - 年末年始（12月29日 〜 1月1日 ）[1]
- 入園料 - 一般 400円（320円）、65歳以上 200円（160円）、小学生以下 無料、中学生（都内在住、在学）無料、身体不自由者 無料、カッコ内は20名以上の団体[1]
- 年間パスポート - 一般 1,600円、65歳以上 800円[1]
- 年間パスポート（9庭園共通） - 一般 4,000円、65歳以上 2,000円（都立文化財9庭園 浜離宮恩賜庭園、旧芝離宮恩賜庭園、小石川後楽園、六義園、旧岩崎邸庭園、向島百花園、清澄庭園、旧古河庭園、殿ヶ谷戸庭園）[1]
- 無料公開日 - みどりの日（5月4日）、都民の日（10月1日）[1]
- 無料庭園ガイド - 毎日（午前11時、午後2時）[1]
- サービスセンター - 旧岩崎邸庭園サービスセンター 台東区池之端1-3-45（TEL 03-3823-8340）[1]

## 交通案内
- 鉄道 - JR山手線・京浜東北線 - 御徒町駅より徒歩約15分[1]
- 地下鉄 - 都営地下鉄大江戸線 - 上野御徒町駅より徒歩約10分、東京メトロ千代田線 - 湯島駅 1番出口より徒歩約3分、東京メトロ銀座線 - 上野広小路駅より徒歩約10分[1]
- 路線バス - 都バス 亀戸駅北口7番乗り場 豊洲水産埠頭行き - 「清澄庭園前」停留所より徒歩約3分[1]
- 駐車場 - 無し

## 見学の注意点
混雑が予想される日（土日祭日）の建物内部での撮影は禁止されている（以前は自由に撮影可能だったが、2010年の大河ドラマ龍馬伝のロケ地となった後は、不定期の撮影許可日を除き不可となっていた。その後、平日に限り許可されるようになった）。